# Atractodes kasparyani
Atractodes kasparyani là một loài tò vò trong họ Ichneumonidae.